# El Conquistador
El Conquistador fue una publicación periódica de ideología carlista editada entre 1910 y 1919 en la ciudad española de Orihuela, durante la Restauración.

## Historia
Vinculado al carlismo de Orihuela, su primer número apareció el 17 de marzo de 1910. Sus ejemplares iniciales tenían cuatro páginas de 46 x 32, a cuatro columnas, y estaban impresos en la tipografía de La Lectura Popular, apareciendo con periodicidad quincenal. En 1912, año en que pasó a distribuirse semanalmente, se subtitulaba «Órgano de la Juventud Jaimista» y era impreso en la imprenta de L. Serón. En 1913 se imprimía en la Casa Misericordia, de Murcia, y el 2 de febrero aumentaría su tamaña a 55 x 38, con cinco columnas. En marzo de dicho año volvería al subtítulo «semanario jaiminista», editado en los talleres de Payá en Orihuela. El 16 de agosto de 1913 se publicaba en 8 páginas de 32 x 22, a dos columnas, en la imprenta de La Lectura Popular. En esta primera época, que finalizó con el número 112, contó, entre otros, con Manuel Pérez Cabrero de Lara como redactor jefe.
Su segunda época comenzó el 25 de julio de 1914, con nueva numeración. Se subtitularía en ella «semanario tradicionalista» y fue su director Juan Villaescusa. Contaba con cuatro páginas con unas dimensiones de 44 x 32. Cesó su publicación el 3 de mayo de 1919.
Entre sus colaboradores se contaron L. Almarcha, J. del Campo, M. Canillegas, José de Escalada, José de Larra, Antonio Vivancos, Ricardo León, M. Montero, Fray Casenio Busegui, Aurelio Ross, Julio Abad, José M. González, Ignacio Martínez, Ricardo Sancho, José M. Bayás, Baldomero García y Jesús Parra.